# Austrognatharia medusifera
Austrognatharia medusifera är en djurart som tillhör fylumet käkmaskar, och som beskrevs av Wolfgang Sterrer 1998. Austrognatharia medusifera ingår i släktet Austrognatharia och familjen Austrognathiidae. Inga underarter finns listade i Catalogue of Life.